# Anna Fallmann

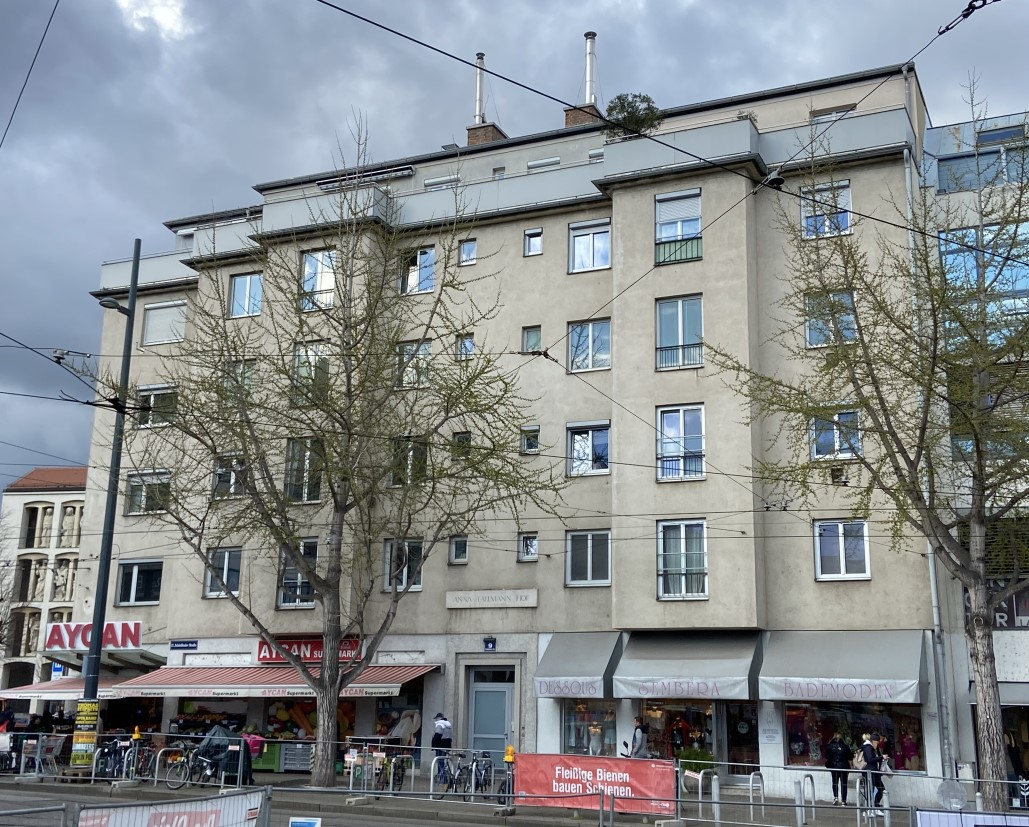
Anna Fallmann-Hof

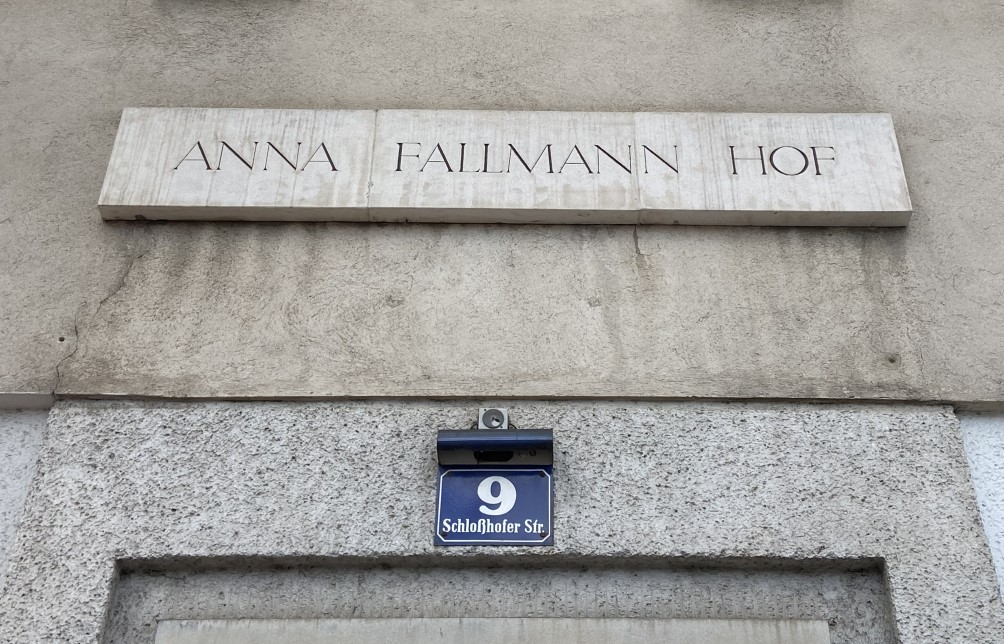
Gedenktafel am Anna Fallmann-Hof

Anna Mathilde Fallmann (* 13. März 1877 in Wien; † 20. Juli 1956 ebenda) war eine Bezirksrätin und Lehrerin an der Franz-Jonas-Schule in Wien-Floridsdorf.
Anna Fallmann war seit der Gründung der Floridsdorfer Ortsgruppe der Katholischen Frauenorganisation (KFO) 1907 in dieser in verschiedenen Funktionen tätig; seit 1918 war sie Leiterin. 1929 organisierte Anna Fallmann den ersten Frauentag und kümmerte sich mit freiwilligen Suppenküchen für Essensausgaben an die ärmste Bevölkerung. Sie war gemeinsam mit Adelheid Janda, Käthe Marko, Ludmilla Neugebauer und Helene Otte Gründungsmitglied der 1938 gegründeten Gruppe der Pfarre Floridsdorf der Apostolischen Bewegung. Der geistliche Leiter war der Pallotinerpriester Alois Greb aus der Pfarrkirche Königin des Friedens in Wien-Favoriten. Bis Mitte der 1960er Jahre waren 172 Frauen in der Bewegung dabei.
Nach dem Zweiten Weltkrieg begann in der Diözese der Wiederaufbau der Katholischen Frauenorganisation (KFO). Anna Fallmann leitete die Frauenrunde und die Apostolische Bewegung bis 1955; beide Organisationen wurde dann von Auguste Rothmayer übernommen.
Bei den ersten Bezirksvertretungswahlen 1919 wurde sie als einzige Frau für die Christlichsoziale Partei in den Bezirksrat des 21. Bezirks gewählt. Sie hielt in dieser Funktion Vorträge zu diversen politischen Themen, wie etwa über die „Politik der Frau“ und „Die Schule“.
Anna Fallmann wurde mit dem Ehrenkreuz Pro Ecclesia et Pontifice ausgezeichnet. Sie starb am 20. Juli 1956 in Wien und wurde am Stammersdorfer Zentralfriedhof bestattet.
Über Antrag von Dechant Rudolf wurde die Wohnanlage Angererstraße – Schloßhofer Straße in Floridsdorf Anna Fallmann-Hof benannt.